# Amor y fuego
Amor y fuego (estilizado simplemente como ¡AyF!) es un programa de espectáculos de Willax Televisión, presentado por Rodrigo González y Gigi Mitre. Aunque trata principalmente sobre farándula nacional e internacional, también aborda temas de actualidad, ayuda social e incluso política.

## Historia
En agosto de 2020 los conductores Rodrigo González y Gigi Mitre firmaron por el canal Willax Televisión, ambos fueron fichados para conceder mayor libertad editorial en los reportajes de otras personalidades de televisión, además de reutilizar material de otras cadenas debido a que el canal no está afiliado a la Sociedad Nacional de Radio y Televisión.
El programa Amor y fuego se estrenó el 14 de septiembre de 2020 con el horario inicial de 13:30 horas (UTC-5). En este espacio recurrió a los reportajes sobre personalidades de la farándula, tanto a nivel nacional como internacional, incluyendo personalidades del deporte y las redes sociales. La información es proporcionada por los seguidores del programa, apodados los «sapos y sobrinos de la rana». Algunas de ellas son mostrados en las promocionales como «bomba» (primicia), mientras que otras fueron motivo de investigación policial.
Amor y fuego cuenta con la participación de otros espacios como parte de una estrategia para incorporar coberturas internacionales. Destacan los programas de televisión Intrusos (Argentina) y De boca en boca (Ecuador), así como la colaboración con periodistas reconocidos como el reportero independiente Javier Ceriani (Estados Unidos) y el paparazzi Jordi Martin (España).
Ocasionalmente, el programa recibió la colaboración de Moisés Piscoya para el lenguaje de señas. En simultáneo, se añadió el segmento «Tu cacharro me suena», concurso para parodiar a las personalidades del espectáculo y escenificar situaciones actuales.

### Coberturas y acontecimientos notables
El programa recurre a las figuras de la televisión y el entretenimiento. Se resalta al programa de competencia Esto es guerra, abarcando detalles sobre los concursantes y sus polémicas, las presentaciones de los peruanos en el concurso El poder del amor, y la estadía de Laura Bozzo y Nicola Porcella en La casa de los famosos.
El programa se ganó de las entrevistas de personalidades mediáticas: Mientras que en junio de 2022, Melissa Paredes, convertida en foco central de los reportajes desde el inicio de temporada, aunque después fue invitada para ingresar al estudio en vivo y adicionalmente retar una pregunta en prueba de polígrafo formulada tres veces. En ese mes los presentadores realizaron críticas a la organización Miss Perú, incluyendo a la organizadora Jessica Newton y la ganadora del certamen de ese año Alessia Rovegno, aunque refirieron que apoyaban su elección, ya según ellos estéticamente cumple los requisitos.
Algunas entrevistas obtuvieron la reacción de la productora y personalidad de televisión Gisela Valcárcel. En marzo de 2022 se realizó una nota exclusiva sobre la paternidad de Ethel Pozo, cuyo progenitor fue rechazado previamente por su rival Magaly TV, la firme por considerarlo «innecesario»; como resultado, la celebridad confirmó públicamente la vida extramatrimonial en televisión abierta. En noviembre de 2022, consiguieron contactar a una participante de la temporada 25 de El gran show, cuya declaración generó el malestar de la empresaria por incumplir los derechos de exclusividad hacia América Televisión.
En agosto de 2023, el programa reveló los vínculos de una modelo peruana que había demandado a Jean Deza por impago de pensiones alimenticias con el escándalo financiero de Primus Capital en Chile. En abril de 2024, el programa entrevistó a familiares de Alex Brocca para presentar su versión de los acontecimientos en la película de Ernesto Pimentel. Desde septiembre de 2024, el programa se dedica a informar el caso y las últimas novedades de Andrés Hurtado, después de que Beto Ortiz entrevistara a Ana Siucho, quien delató al presentador sobre sus vínculos con investigados por presuntos actos delictivos.  Debido a su impacto mediático, al que llamaron «caso Chibolín», Rodrigo González anunció que Beto Ortiz sería temporalmente su sustituto en la presentación.
En 2025, el programa se centró en el proceso judicial entre Christian Cueva y su exesposa, Pamela López, y contó con la participación de la abogada Rosario Sasieta para analizar los avances del caso.
Por otro lado, la producción tuvo altercados con celebridades nacionales y extranjeras en sus reportajes, así como con personalidades conocidas por ser la piedra de escándalo. Entre las personalidades que generaron reacciones en las redes sociales se encuentran los artistas consagrados Gian Marco, Patricia Barreto y Sergio George. Con la popularidad del pódcast Good Time, la producción buscaba entrevistar a los presentadores Mario Irivarren y Laura Spoya, a quienes se atribuye una relación sentimental, en la salida del estudio. El youtuber Gerardo Vásquez, compañero del programa, interrumpía las entrevistas a pesar de no formar parte de la cobertura.

### Segmentos políticos
Si bien Gigi Mitre señaló inicialmente que el programa no trataba inicialmente de temas políticos, en marzo de 2021 se estrenó la sección especial A puro fuego, en la que participaron algunos candidatos a la presidencia de ese año. Entre ellos estuvieron Keiko Fujimori, a la cual le hicieron preguntas incisivas y directas; George Forsyth, Daniel Urresti y Hernando de Soto.
Después del segmento, el espacio dio cabida a la política desde que Pedro Castillo entró al poder. Ambos presentadores realizaron duras críticas al entonces candidato Castillo, que continuaron siendo él ya presidente, manifestándose públicamente en contra del gobierno. En abril de 2022 se dedicó una edición especial sobre las manifestaciones realizadas durante el toque de queda decretado en el país junto a Juan Sheput, Carla García y Augusto Thorndike. También han sido muy críticos con la mandataria sucesora de Pedro Castillo, Dina Boluarte.
En octubre de 2023, Gigi Mitre dedicó un breve segmento sobre el conflicto israelí-palestino, en donde fallecieron dos peruanos.

## Recepción
El debut del programa consiguió aumentar la acogida del canal, con 2.9 solo en Lima y 2.4 en Lima + 6 ciudades, lo que llegó acercándose a rivales América Televisión y Latina por primera vez en su historia. En octubre de 2021, con la cobertura completa sobre Melissa Paredes, alcanzaron los seis puntos de audiencia en Lima y seis ciudades, con récords de 10.1 puntos de ráting en el sector AB de la capital peruana, según Ibope Media.
En julio de 2025, el programa registró 3.9 puntos de rating en Lima.